# Allée couverte de la Boutinardière
L'allée couverte de la Boutinardière, appelée aussi allée couverte de Monval ou dolmen de la Villa Pétard est une allée couverte située sur la commune de Pornic, dans le département de la Loire-Atlantique, en France.

## Description
Le monument qui est visible actuellement, à l'intérieur d'un village de vacances, est une reconstitution non fidèle de l'allée couverte d'origine qui se situait un peu plus à l'ouest et qui fut déplacée et remontée à son emplacement actuel, non loin des dolmens de la Joselière et du Pré d'Air.
Selon Pitre de Lisle du Dreneuc, l'édifice était en forme d'« équerre » avec une galerie principale et une galerie secondaire. Le couloir, long de 7,20 m sur 1,18 m de largeur, était constitué de neuf orthostates, trois côté ouest, cinq à l'est et une dalle de fond au nord. La seconde galerie, qui correspond à la chambre, était longue de 2,30 m et large de 1,65 m de large, elle était délimitée par cinq piliers.
Quatre tables de couverture étaient visibles, dont une couvrant la chambre côté est mesurant 2,30 de long sur 1,05 m de large.

## Fouilles
En 1879, le baron de Wismes y effectua des fouilles et y découvrit deux couteaux en silex, une pendeloque en cristal et une en silex blond.